# Easy Come, Easy Go (1947)
Easy Come, Easy Go is een Amerikaanse dramafilm uit 1947 onder regie van John Farrow.

## Verhaal
Martin Donovan is een New Yorkse pensionhouder van Ierse komaf, die graag op de paarden wedt. Hij bemoeit zich voortdurend met het leven van zijn dochter Connie, die een romance heeft met de matroos Kevin O'Connor.

## Rolverdeling
| Acteur           | Personage            |
| ---------------- | -------------------- |
| Barry Fitzgerald | Martin L. Donovan    |
| Diana Lynn       | Connie Donovan       |
| Sonny Tufts      | Kevin O'Connor       |
| Dick Foran       | Dale Whipple         |
| Frank McHugh     | Carey                |
| Allen Jenkins    | Nick                 |
| John Litel       | Tom Clancy           |
| Arthur Shields   | Timothy Mike Donovan |
| Frank Faylen     | Baas                 |
| James Burke      | Harry Weston         |
| George Cleveland | Gilligan             |
| Ida Moore        | Angela Orange        |
| Rhys Williams    | Priester             |
| Oscar Rudolph    | Bookmaker            |